# Сяншань (Хуайбэй)
Сянша́нь (кит. упр. 相山, пиньинь Xiàngshān) — район городского подчинения городского округа Хуайбэй провинции Аньхой (КНР).

## История
Говорят, что Сян Ту — предок правителей легендарного государства Шан-Инь — ещё за 4 тысячи лет до нашей эры переселился в эти места и основал город у подножия гор. С той поры горы называются Сяншань («горы Сяна»). Когда в III веке до н. э. китайские земли оказались впервые объединены в единое государство, то властями империи Цинь в этих местах был создан уезд Сянсянь (相县). Во времена империи Северная Ци в 556 году уезд был расформирован.
В 1958 году в этих местах началась добыча угля. В апреле 1960 года на границе уездов Суйси и Сяосянь был образован город Суйси (濉溪市), подчинённый напрямую правительству провинции Аньхой. В январе 1971 года в составе города Суйси был создан район Сяншань. В апреле 1971 года город Суйси был переименован в Хуайбэй.

## Административное деление
Район делится на 10 уличных комитетов и 1 посёлок.